# Mark van Bommel
Mark van Bommel, född 22 april 1977 i Maasbracht, är en nederländsk före detta fotbollsspelare (mittfältare) och senare tränare.

## Karriär
van Bommel spelade 1992–1999 i Fortuna Sittard, 1999–2005 i PSV Eindhoven, 2005–2006 i FC Barcelona, 2006–2011 i FC Bayern München, 2011-2012 i AC Milan och avslutade sedan karriären i PSV Eindhoven. Han representerade också Nederländernas landslag under fotbolls-VM 2006 och har totalt gjort 40 landskamper men slutade i landslaget efter en dispyt med förbundskaptenen. Efter fem år i Bayern München lämnade van Bommel klubben för italienska AC Milan i januari 2011.
van Bommel återvände till Hollands landslag inför kvalet till VM 2010 efter att hans flickväns far Bert van Marwijk tog över som förbundskapten.
Lördagen den 12 maj 2012 gick Van Bommel ut i presskonferens och meddelade att han efter säsongens slut avslutar sin karriär i AC Milan för spel i PSV Eindhoven. Han berättar att han kanske någon gång återvänder till klubben men då i en tränarroll.

## Meriter

### FC Barcelona
- La Liga: 2005/2006
- UEFA Champions League: 2005/2006

### Bayern München
- Bundesliga: 2007/2008. 2009/2010
- Tyska cupen: 2007/2008, 2009/2010

### AC Milan
- Serie A: 2010/2011
- Italienska supercupen: 2011